# Love for Sale
Love for Sale – drugi wspólny jazzowy album studyjny amerykańskiego wokalisty jazzowego Tony’ego Bennetta oraz amerykańskiej piosenkarki Lady Gagi, który został wydany 30 września 2021. Singlami promującymi płytę zostały piosenki: „I Get a Kick Out of You” i „Love for Sale”. 
Krążek zawiera wybrane przez oboje artystów klasyki z repertuaru Cole'a Portera, w tym takie standardy, jak „Night and Day”, „I’ve Got You Under My Skin” czy „Let's Do It, Let's Fall in Love”. 
W 2016, już w trakcie nagrywania materiału na nowy album u Bennetta zdiagnozowano chorobę Alzheimera. Wokalista zdecydował jednak dokończyć album. Ogłoszenie premiery wydawnictwa odbyło się 3 sierpnia 2021, w dniu 95. urodzin jazzmana. Love for Sale to ostatni album w dyskografii Tony’ego Bennetta, który zmarł 21 lipca 2023
Krążek zadebiutował na 8 miejscu listy Billboardu. W pierwszym tygodniu rozszedł się w 41 tysiącach egzemplarzy. Tuż po premierze albumu Bennett trafił do księgi rekordów Guinnessa jako najstarsza osoba, która wydała album z premierowym materiałem. W 2021 krążek otrzymał trzy nominacje do nagrody Grammy (w tym za album roku), a singiel „I Get a Kick Out of You” nominacje w kategoriach: Nagranie roku, Najlepszy popowy występ w duecie oraz najlepszy teledysk. W trakcie ceremonii album zdobył nagrody w kategoriach: Najlepszy tradycyjny jazz / pop album oraz Najlepsza produkcja w albumie nieklasycznym.

## Lista utworów
Autorem wszystkich utworów jest Cole Porter, a producentem Dae Bennetta.
| Edycja standardowa | Edycja standardowa         | Edycja standardowa |
| Nr                 | Tytuł utworu               | Długość            |
| ------------------ | -------------------------- | ------------------ |
| 1.                 | „It's De-Lovely”           | 4:15               |
| 2.                 | „Night and Day”            | 4:17               |
| 3.                 | „Love for Sale”            | 3:53               |
| 4.                 | „Do I Love You”            | 4:13               |
| 5.                 | „I Concentrate on You”     | 3:30               |
| 6.                 | „I Get a Kick Out of You”  | 3:28               |
| 7.                 | „So in Love”               | 4:24               |
| 8.                 | „Let's Do It”              | 4:12               |
| 9.                 | „Just One of Those Things” | 4:20               |
| 10.                | „Dream Dancing”            | 4:12               |
|                    |                            | 40:44              |

## Notowania
| Lista przebojów (2021)                 | Najwyższa pozycja |
| -------------------------------------- | ----------------- |
| Australia (ARIA Charts)                | 11                |
| Austria (Ö3 Austria Top 40)            | 4                 |
| Belgia (Ultratop Flandria)             | 11                |
| Belgia (Ultratop Walonia)              | 5                 |
| Czechy (ČNS IFPI)                      | 28                |
| Francja (SNEP)                         | 6                 |
| Hiszpania (PROMUSICAE)                 | 12                |
| Holandia (MegaCharts)                  | 10                |
| Irlandia (IRMA)                        | 24                |
| Japonia (Oricon)                       | 32                |
| Kanada (Billboard Canadian Albums)     | 33                |
| Niemcy (Media Control Charts)          | 5                 |
| Polska (OLiS)                          | 7                 |
| Słowacja (ČNS IFPI)                    | 74                |
| Stany Zjednoczone (Billboard 200)      | 8                 |
| Szkocja (OCC)                          | 5                 |
| Szwajcaria (Alben Top 100)             | 2                 |
| Szwecja Jazz Album (Sverigetopplistan) | 1                 |
| Wielka Brytania (OCC)                  | 6                 |
| Włochy (FIMI)                          | 8                 |